# Червената Соня
„Червената Соня“ (на английски: Red Sonja) е американски фентъзи, приключенски филм от 1985 година, на режисьора Ричард Флейшър. Участват Бриджит Нилсен и Арнолд Шварценегер.

## Сюжет
Тиранката Гедрен се стреми към върховна сила във варварския свят. Тя превзема град Хаблак и убива пазителя на талисман, придобивайки невероятна сила. Червената Соня, сестра на пазителя, тръгва със своя магически меч да победи Гедрен. Калидор, господарят на талисмана, я следва, за да я защитава. Те се влюбват, но силата на Червената Соня се базира именно на обета никога да не пристане на никой мъж.

## В ролите
| Изпълнител         | Роля                        |
| ------------------ | --------------------------- |
| Бриджит Нилсен     | Червената Соня              |
| Арнолд Шварценегер | Лорд Калидор                |
| Сендал Бергман     | Кралица Гедрен от Беркубане |
| Пол Смит           | Фалкон                      |
| Ърни Рейес-младши  | Принц Търн                  |
| Роналд Лейси       | Икол                        |
| Пат Роуч           | Лорд Брайтаг                |
| Тери Ричардс       | Джарт                       |
| Джанет Агрен       | Варна                       |